# Magdalena Lobnig
Magdalena Lobnig (* 19. Juli 1990 in Sankt Veit an der Glan) ist eine österreichische Ruderin. Sie gewann den Europameistertitel im Einer 2016 und 2021 die olympische Bronzemedaille.

## Werdegang
Die Ruderin vom Ruderverein vom VST Völkermarkt begann 2004 mit dem Rudersport.
2006 gewann sie bei den Junioren-Weltmeisterschaften die Bronzemedaille im Doppelvierer, es folgten 2007 der fünfte Platz mit dem Doppelvierer und bei den Junioren-Weltmeisterschaften 2008 Silber zusammen mit Lisa Farthofer im Doppelzweier. Bei den Europameisterschaften 2008 belegte sie mit dem Doppelvierer den fünften Platz.
2009 trat sie bei den U23-Weltmeisterschaften im Doppelzweier an und erreichte den fünften Platz. In dieser Altersklasse folgte 2010 der neunte Platz mit dem Doppelvierer und 2011 Bronze mit dem Doppelzweier zusammen mit Lisa Farthofer, 2012 gewannen Lobnig und Farthofer den U23-Weltmeistertitel. Bei den Europameisterschaften 2012 erreichte der österreichische Doppelvierer mit Katharina Lobnig, Michaela Taupe-Traer, Magdalena Lobnig und Lisa Farthofer den fünften Platz.
2013 wechselte Magdalena Lobnig in den Einer und gewann hinter der Tschechin Miroslava Knapková Silber bei den Europameisterschaften. Im gleichen Jahr belegte sie den vierten Platz bei den Weltmeisterschaften.
2014 folgten der vierte Platz bei den Europameisterschaften und der fünfte Platz bei den Weltmeisterschaften. Im Jahr darauf qualifizierte sich Magdalena Lobnig mit dem neunten Platz bei den Weltmeisterschaften 2015 für die Olympischen Spiele 2016. Zum Auftakt der Olympiasaison gewann Lobnig am 8. Mai 2016 den Titel bei den Europameisterschaften in Brandenburg an der Havel. Bei den Olympischen Spielen 2016 erreichte Lobnig das A-Finale und belegte den sechsten Platz.
In der nacholympischen Saison 2017 siegte Lobnig beim Weltcup in Posen und belegte den dritten Platz in Belgrad und Luzern. Zum Saisonabschluss gewann sie bei den Weltmeisterschaften in Sarasota die Bronzemedaille hinter der Schweizerin Jeannine Gmelin und der Britin Victoria Thornley. Bei den Ruder-Europameisterschaften 2018 in Glasgow belegte Lobnig den zweiten Rang hinter Jeannine Gmelin. Anderthalb Monate später gewann Lobnig hinter der Irin Sanita Pušpure und Jeannine Gmelin Bronze bei den Weltmeisterschaften in Plowdiw. 2019 wurde sie Vierte bei den Europameisterschaften und neunte bei den Weltmeisterschaften. Bei den Europameisterschaften 2020 gewann sie Silber hinter Sanita Pušpure.
Bei den Olympischen Spielen in Tokio gewann sie die Bronzemedaille hinter der Neuseeländerin Emma Twigg und der Russin Hanna Prakatsen. Bei den Olympischen Spielen 2024 erreichte sie das Semifinale im Olympia-Einer.
Die 1,80 m große Ruderin wurde von Kurt Traer und aktuell von Robert Sens trainiert. Sie gewann bis 2015 bereits 15 Staatsmeistertitel, wobei sie allein im Jahr 2015 vier Titel gewinnen konnte.
Magdalena Lobnig ist aktive Sportlerin des Heeressportzentrums des Österreichischen Bundesheers.
Nach einer Pause im Zuge von zwei Verletzungen suchte sie nach einer motivierenden Veränderung und nahm 2022 ihre um etwa 2 Jahre ältere Schwester Katharina Lobnik „ins Boot“. Magdalena hat die führende Rolle der Schlagfrau, aus ihrer Sicht hinten, im Bug übernimmt Katharina den Rhythmus und hat auch die Aufgabe den Doppelzweier zu stabilisieren. Nach nur 3 Wochen Training erzielten das Schwesternpaar bei der Ruder-WM im September 2022 den 4. Platz. Katharina erhält als Polizistin schon Freistellungen und hat mit Stand April 2023 um Aufnahme in den Spitzensportkader angesucht, um sich wie ihre Schwester ganz auf das Training konzentrieren zu können.

## Auszeichnungen
- 2025: Goldener Ehrenring des Österreichischen Ruderverbands (ÖRV)[7]